# Ржавчик (Кемеровская область)
Ржавчик — посёлок в Тисульском районе Кемеровской области России. Входит в состав Тисульского сельского поселения. Своё название посёлок получил по названию ручья с ржавой водой, протекающего через пласты бурого угля. C посёлком связана легенда о Тисульской принцессе, однако сами жители посёлка отрицают, что такие события происходили в действительности.

## География
Центральная часть населённого пункта расположена на высоте 284 метров над уровнем моря.

## Экономика
До 1973 года в посёлке работала угольная шахта.

## Население
По данным Всероссийской переписи населения 2010 года, в посёлке Ржавчик проживает 255 человек (122 мужчины, 133 женщины).